# Casa de retiro
Uma casa de retiro (do francês: maison de retraite e do inglês: retirement home) - em Portugal, conhecida como "lar de idosos" ou simplesmente "lar" - é uma residência coletiva destinada às pessoas idosas.

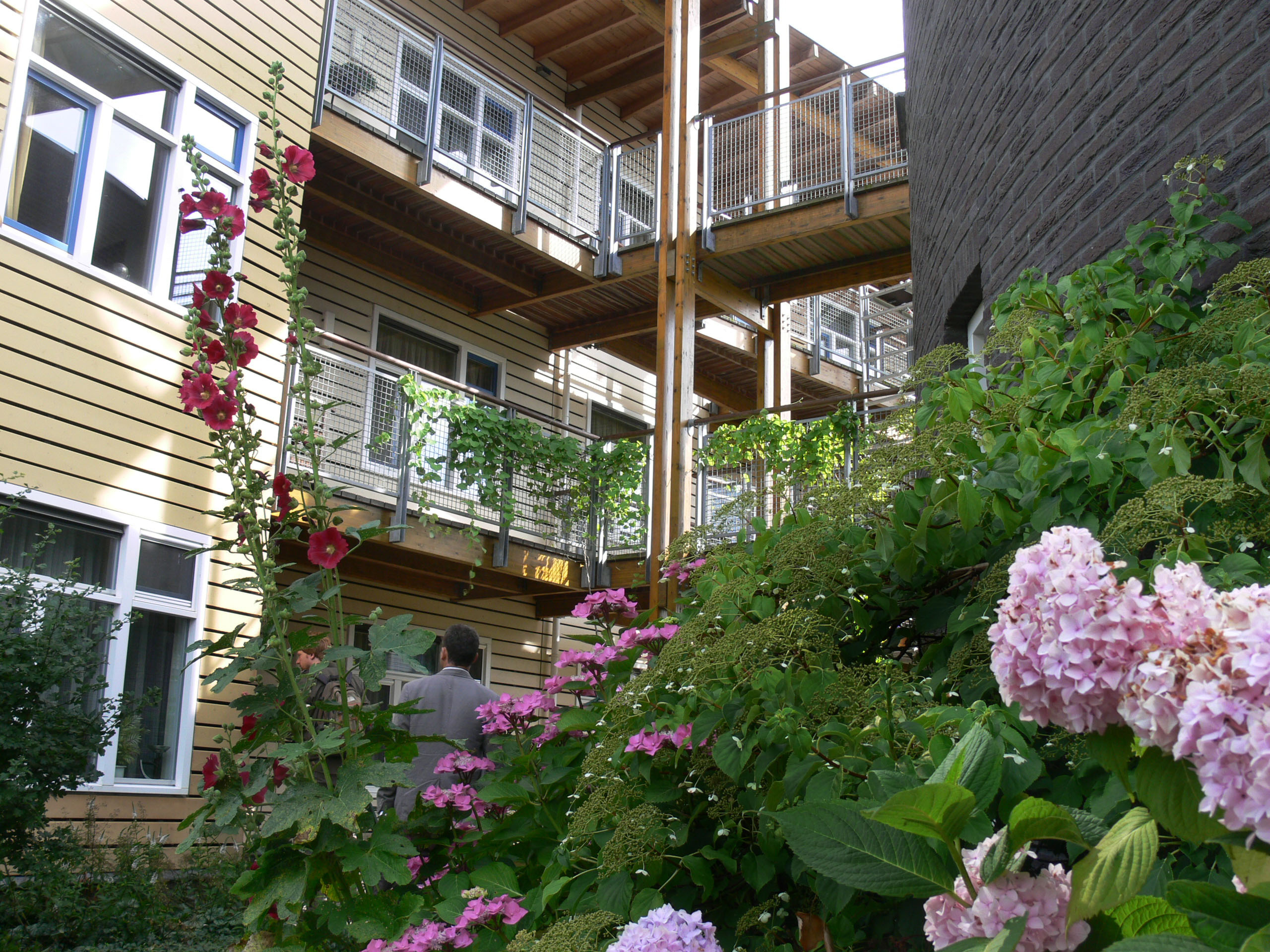
Exemplo de bairro para idosos elaborado e construído por eles mesmo de forma colaborativa com o arquiteto, num bairro ecológico na Holanda (:en:EVA-Lanxmeer), com o apoio da prefeitura de :en:Culemborg

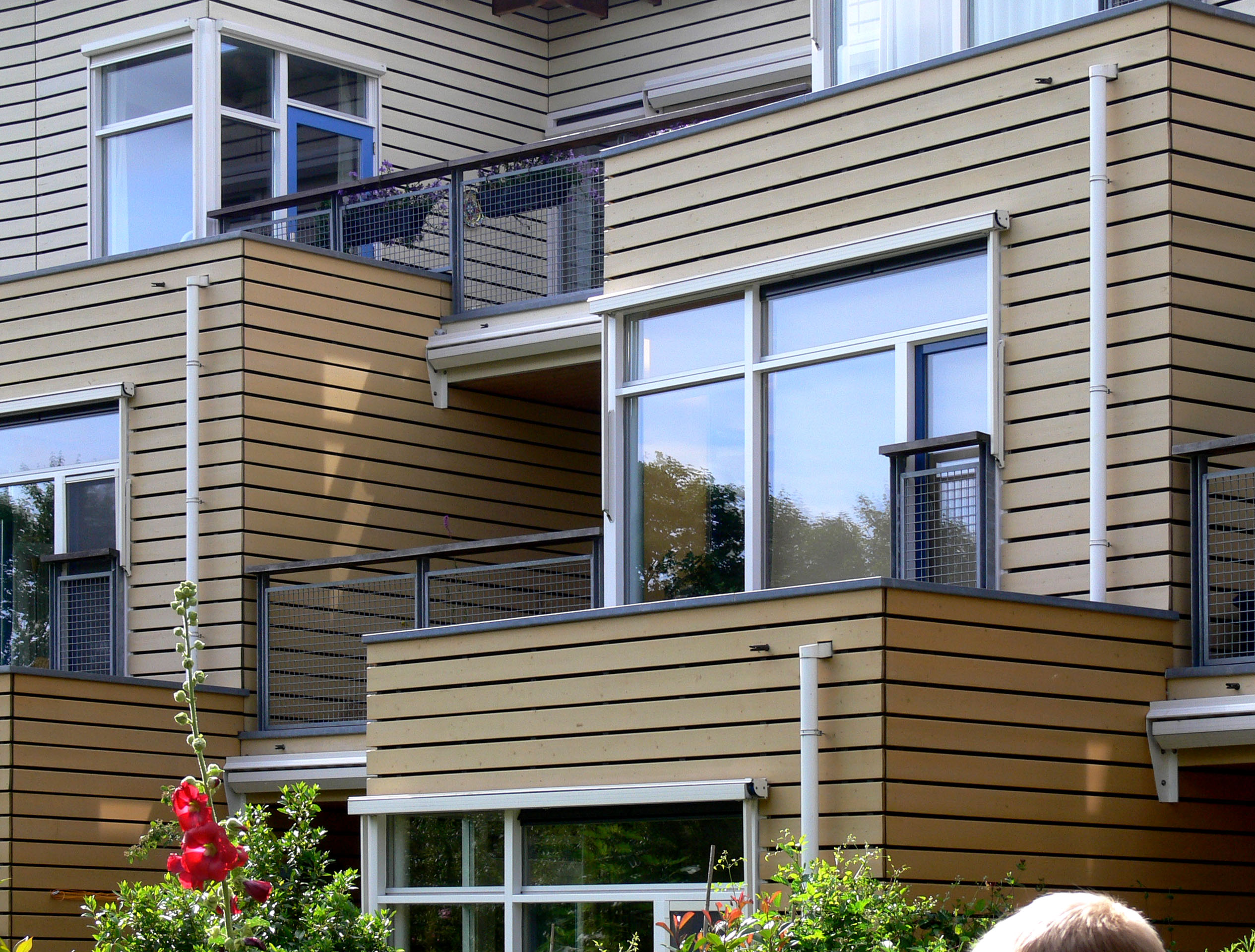
Apartamentos do bairro dos idosos construído no início dos anos 2000 em EVA-Lanxmeer. A isolação é reforçada, e a madeira é certificada pelo Conselho de Manejo Florestal, os materiais e tintas ecológicas contribuem para a saúde e provêem boas condições de vida

Na França, este termo substituiu há muito tempo o termo hospício, que hoje tem uma conotação pejorativa.

## Definições
O termo casa de retiro também é substituído por outros sinônimos pois, na França, esse termo se pode ser interpretado como casa da aposentadoria, e sendo verdade que a maior parte dos idosos são também aposentados, de fato, eles raramente vivem em casas do retiro logo após sua aposentadoria.

## Modos de habitações
A habitação varia entre um cômodo individual e um pequeno apartamento, como prevê a lei da aposentadoria na França.
Os serviços fornecidos variam, alguns possuem restaurante outros cantina, e também dependem das pessoas alojadas (de ambiente semi-hospitalar para as pessoas inválidas até residências onde o médico só aparece em caso de necessidade). É possível também classificar os estabelecimentos de acordo com o modo de financiamento (estabelecimentos públicos ou custeado pelo morador/família).
Levando em conta o custo elevado desse modo de habitação e da raridade de vagas disponíveis devido à demanda crescente, surge a solução alternativa de cuidar do idoso em casa com ajuda personalizada.

### Bélgica
- Casa do repouso - Maison de repos (MRPA)
- Casa do repouso e dos cuidados - Maison de repos et de soins (MRS)
- Residência serviço - Résidence service (RS)
- Centros de acolhimento do dia - Centres d'accueil de jour (CAJ)
- Centros de cuidados do dia - Centres de soins de jour (CSJ)
- Centros de estada de curta duração - Centres de court séjour (CS)

### França
- Casa de retiro:

Certas casas de retiro acolhem pessoas idosas temporariamente entre alguns dias e algumas semanas ou propõe um acolhimento durante o dia para as pessoas que não desejam ficar sozinhas durante esse período.
- Casa-e-habitação (do francês Foyer-logement),[2] também denominadas R.P.A. (do francês Résidence pour Personnes Âgées - residência para pessoas idosas)

As casas-e-habitações constituem uma forma intermediária entre o domicílio e a casa de retiro. Elas acolhem pessoas independentes, mas que precisam de local seguro. Os residentes vivem em apartamentos individuais. Elas têm o status de locatária e dispõe de locais comuns e de serviços coletivos (restaurante, lavanderia e entretenimento).
- Residências com serviços:

Essa forma de alojamento se aplica à clientes independentes, não inválidas ou semi-inválidas. Os aposentados podem comprar ou alugar um apartamento no conjunto hoteleiro especialmente concebido e equipado para fornecê-los serviços adaptados a suas necessidades: alimentação em sala de jantar ou no apartamento, bar, biblioteca, teatro, entretenimento.
- Estabelecimento de alojamento para pessoas idosas com necessidades especiais (do francês Établissement d'hébergement pour personnes âgées dépendantes - EHPAD):

Um estabelecimento é qualificado de EHPAD quando ele assinou uma convenção com o Concelho Geral e a autoridade competente da Assurance Maladie, provendo o direto de alojar pessoas idosas com necessidades especiais.
Certos estabelecimentos ainda não assinaram a convenção, mas atendem aos critérios do EHPAD e podem, assim, receber a qualificação de "estabelecimento medical". Um estabelecimento tem a reputação de "medical" quando possui a capacidade de enfrentar a piora do estado de saúde e a perda de autonomia dos residentes. Não há médicos assalariados que cuidam dos residentes. O médico coordenador que é assalariado em tempo parcial, não os atende, exceto em caso de urgência. Ele só coordena. São os médicos liberais que cuidam dos residentes. As urgências são asseguradas pelo sistema de prontidão da cidade e pelas chamadas aos números 15, 18 e 112. O regulamento em vigor nesse tipo de estabelecimento impõe a presença de ajuda médica na equipe que atende durante a noite.
- Casa de acolhimento rural de pessoas idosas (do francês Maison d’accueil rurale pour personnes âgées - MARPA).

Esses locais estão presentes em locais com menos de 2 000 habitantes. São pequenas unidades com menos de vinte cinco vagas. Os pensionários têm acesso pessoal ao exterior e um acesso direto às salas coletivas.

### Quebec
No Quebec, divide-se em quatro grandes categorias as residências para idosos:
- As conciergeries, são complexos que acolhem as pessoas completamente independentes. Às vezes, são qualificadas de residências para os "aposentados dinâmicos". Não há tratamentos, encontra-se geralmente um serviço de enfermaria para as ocasionalidades. Os serviços oferecidos como sala de jantar, farmácia, sala comunitária, acesso ao banco, etc., são geralmente integrados ao edifício.
- As pensões familiares, que acolhem as pessoas independentes ou com pequenas necessidades de cuidados, ou seja as pessoas que ainda estão aptas a cuidar de si mesma em relação à higiene pessoal, mas que sofrem de déficit cognitivo ou que possuem dificuldades para se locomover. Num apartamento para uma pessoa semi-independente, cozinha e banheiro são especialmente adaptadas a fim de garantir sua segurança.
- As residências privadas, acolhem as pessoas que são completamente independentes, semi-independentes ou dependentes de cuidados e tratamento médico. No Quebec, várias residências privadas estão disponíveis. Entretanto, a decisão de onde abrigar o idoso deve ser bem organizado para garantir o local ideal. Um processo simples de sete etapas ajuda a escolher o melhor local[4]
- Os CHSLDs estão disponíveis para aqueles que necessitam de cuidados periódicos, que deverão ser transferidos para um abrigo de cuidados de longa duração (em francês, centre d’hébergement et de soins de longue durée - CHSLD). Os CHSLD dividem-se em três categorias: os privados, privados conveniados e os públicos. Em todos casos, as pessoas abrigadas devem pagar pelos tratamentos, até mesmo aquelas que possuem baixa renda.[5]

### Suíça
Na Suíça romanda (francófona), as casas de retiro são conhecidas pelo nome de "EMS" ou em francês, Établissements médico-sociaux (estabelecimentos médico-sociais). Na Suíça alemã, são chamadas de Alters- und Pflegeheime.

## Filmes sobre o tema
- Les Vieux de la vieille, 1960, realizado por Gilles Grangier.
- Fried Green Tomatoes, 1991, realizado por Jon Avnet, baseado no romance de mesmo nome.
- Marte Ataca!, 1996, realizado por Tim Burton (onde o ataque de uma casa de retiro conduz a invasão marciana a sua ruína).
- Stuck, 2007, (a personagem principal, Mena Suvari, é uma enfermeira numa casa de retiro).

## Artigos conexos
- Hospício
- Asilo
- Terceira idade